# 利久爾塔 (亞利桑那州)
科久爾塔（英語：Ligurta）是位於美國亞利桑那州尤馬縣的一個非建制地區。該地的面積和人口皆未知。

## 地理
科久爾塔的座標為32°40′28″N 114°17′42″W / 32.67444°N 114.29500°W，而該地的平均海拔高度為71米（即237英尺）。